# Паулиш (Арад)
Паулиш (раније Павлиш, рум. Păuliş) насеље је у Румунији у округу Арад у општини Паулиш. Oпштина се налази на надморској висини од 118 m.

## Прошлост
Почетком 18. века било је у Павлишу Срба граничара. Они су се доселили 1702-1703. године из околине Будима и Острогона. Пописани су 1703. године: 7 официра, 25 коњаника и 60 пешака. У насељу је у то време било 41 српски дом. Командант места био је 1735. године капетан Јован Сенћански. Почетком новембра 1750. године организовано је појединачно изјашњавање у вези статуса, а том приликом су се изјаснили за провинцијал месни официри: капетан Петар Марјановић и барјактар Јован Терновац. На протесном збору Срба граничара одржаном у Надлаку 10. децембра 1750. године учествовао је депутирац из места - шанца, Никола Пеић. Када је половином тог века кренуло масовно исељавање Срба у Русију, до 27. јула 1751. године отишло је из места 106 Срба. За војнички статус је остао од месних официра само хаднађ Павле Милутиновић, који се потом иселио. Срби који су се населили у Русији су засновали ново милитарско насеље под истим именом - Павлиш.
У месту ПаулишSIRUTA код Арада било је 1846. године 1803 становника. Ту је православна црква Св. Николе са две парохије у којима чинодејствују пароси, поп Никола Путић и поп Зенобије Поповић, а помаже их капелан поп Јаков Путић. Парохијско матрикуларно звање отворено је 1780. године. У народу основну школу иде 1846/1847. године 22 ученика, којима предаје учитељ Јован Бранзеу.

## Становништво
Према подацима из 2002. године у насељу је живело 4148 становника.

### Попис2002.
| Расподела становништва по националности 2002.‍ | Расподела становништва по националности 2002.‍ | Расподела становништва по националности 2002.‍ | Расподела становништва по националности 2002.‍ | Расподела становништва по националности 2002.‍ |
| --------------------------------------------- | --------------------------------------------- | --------------------------------------------- | --------------------------------------------- | --------------------------------------------- |
|                                               |                                               |                                               |                                               |                                               |
| Румуни                                        | Румуни                                        |                                               | 3.830                                         | 92,4%                                         |
| Мађари                                        | Мађари                                        |                                               | 132                                           | 3,2%                                          |
| Роми                                          | Роми                                          |                                               | 112                                           | 2,7%                                          |
| Украјинци                                     | Украјинци                                     |                                               | 5                                             | 0,1%                                          |
| Немци                                         | Немци                                         |                                               | 53                                            | 1,3%                                          |
| Словаци                                       | Словаци                                       |                                               | 8                                             | 0,2%                                          |
| други                                         | други                                         |                                               | 4                                             | 0,1%                                          |

### Хронологија
| Година       | 1992 | 1993 | 1994 | 1995 | 1996 | 1997 | 1998 | 1999 | 2000 | 2001 | 2002 | 2003 | 2004 | 2005 | 2006 | 2007 | 2008 | 2009 | 2010 | 2011 | 2012 | 2013 | 2014 | 2015 | 2016 | 2017 |
| ------------ | ---- | ---- | ---- | ---- | ---- | ---- | ---- | ---- | ---- | ---- | ---- | ---- | ---- | ---- | ---- | ---- | ---- | ---- | ---- | ---- | ---- | ---- | ---- | ---- | ---- | ---- |
| Становништво | 4116 | 4047 | 4049 | 4004 | 3992 | 4010 | 4043 | 4082 | 4111 | 4115 | 4144 | 4182 | 4230 | 4215 | 4251 | 4281 | 4317 | 4336 | 4344 | 4330 | 4356 | 4366 | 4351 | 4330 | 4326 | 4308 |